# 亞須希
亞須希（1996年12月5日—），日本的AV女優、漫畫家、Coser，屬於LINX事務所。
亞須希在2016年5月出道成為AV女優，當時的事務所為馬克斯集團，同年9月移至LINX事務所。她的身高為143公分，因此經常演出童顏巨乳題材的作品。2018年3月28日，亞須希在自己的Twitter上宣布自己為了養病，將在完成4月的活動後暫停AV女優的工作，由於她在宣布此事的前幾日仍發布了工作相關的照片，引起不少揣測和質疑，色情片評論家一劍浣春秋也表示「實在很難相信她突然就倒了下去。」